# Joe Anduran
Pas d'image ? Cliquez ici

a Compétitions nationales et continentales officielles uniquement.

b Matchs officiels uniquement.
Marie Jean-Baptiste Joseph Anduran dit Joe Anduran, est un joueur français de rugby à XV, né le 24 mai 1882, à Bayonne et mort à Bois-Bernard dans le Pas-de-Calais le 2 octobre 1914 durant la Grande Guerre occupant habituellement le poste de talonneur avec le SCUF.

## Biographie

### Vie privée
Marie Jean-Baptiste Joseph Anduran dit Joe Anduran naît le 24 mai 1882 au domicile de ses parents, situé au no 30 rue du Bourgneuf, à Bayonne, qui est aussi la demeure de naissance du chimiste Bertrand Pelletier (1761-1797), co-découvreur de la quinine,.
Son père, Jean Anduran, est armateur à Bayonne, tandis que sa mère Marie Anduran née Lalanne est sans profession.
Joe Anduran se marie le 15 septembre 1906 avec Madeleine Bonfort, « demoiselle de magasin » (née le 12 septembre 1883 à Caudebec-lès-Elbeuf) à la mairie du XIIe arrondissement de Paris.

### Carrière en club
Joe Anduran joue en club avec le SCUF à partir de 1900 (le club se prénomme alors SCA, pour Sporting Club Amateur) avec qui il est vice-champion de France de rugby en 1911 et 1913. Il prend part aussi bien à des rencontres avec l'équipe fanion qu'avec les équipes réserves du club.
Il fait notamment partie de l'équipe qui se rend pour la première fois à Stratford-Upon-Avon le 24 février 1906 pour y disputer une rencontre amicale contre le club local. Inaugurée l'année précédente, cette affiche SCUF-Stratford-Upon-Avon RFC devient un rendez-vous annuel entre les deux clubs sous le nom de Rose Cup, seulement interrompu de 1907 à 1955.
Il dispute ses derniers matches en 1914 avec le début du conflit mondial.
Joe Anduran a occupé la fonction de secrétaire de la section rugby du SCUF entre 1908 et 1914.

### Carrière en sélection
L'équipe de France est admise pour la première fois à disputer le Tournoi en 1910. Les Français n'étaient que quatorze la veille du match lors du rassemblement des joueurs à la gare Saint-Lazare, le dirigeant Charles Brennus a alors l'idée de récupérer d'urgence un joueur parisien, Joe Anduran, pour compléter l'équipe et permettre ainsi à l'équipe de France de jouer son premier match du Tournoi au complet. Accompagné du journaliste du quotidien sportif L'Auto Paul Cartoux, Brennus se rend directement sur le lieu de travail de Joe Anduran, marchand d'art rue La Boétie, afin de le convaincre de partir en train le soir même à 21 heures pour prendre part du lendemain. À sa femme opposée à son départ précipité, le joueur réplique: « Sache donc, ignorante, que devenir international, c'est un honneur pour la race ! ». Joe Anduran connaît donc sa première et seule sélection le 1er janvier 1910 contre l'équipe du pays de Galles.

### Décès
Mobilisé en tant que soldat de 2e classe au 226e RI durant la Première Guerre mondiale, il est tué à l'ennemi le 2 octobre 1914, au Bois-Bernard dans le Pas-de-Calais, laissant deux enfants, Jacqueline 6 ans et Jean 5 mois,.

## Palmarès
- Finaliste du Championnat de France en 1911 et 1913

## Statistiques en équipe de France
- 1 sélection en équipe de France
- Sélections par année : 1 en 1910
- Participation au premier Tournoi des Cinq Nations en 1910